# チャンピオンヒルズ
チャンピオンヒルズは、滋賀県大津市伊香立下在地町に2020年10月に開場した競走馬（サラブレッド）のトレーニングセンター（外厩）である。運営母体は株式会社チャンピオンズファーム。

## 概要
大津市伊香立の「びわこサイエンスパーク」で事業未着手となっていた開発エリアに建設され、「競走馬の調教施設」を中心とした新たな地域活性化を掲げている。
総面積は約71ヘクタールで、360頭を収容可能。ノーザンファームしがらき、グリーンウッド・トレーニング、吉澤ステーブルWEST、宇治田原優駿ステーブルなどを凌ぎ、関西では最大規模の外厩となる。

## 歴史
- 2014年1月：都市再生機構が開発エリアの事業者の募集を行い、翌月に「チャンピオンヒルズ建設共同企業連合体」が事業者として決定[4]。
- 2015年：チャンピオンヒルズ建設工事着工[3]。
- 2016年9月：競走馬の糞尿などで農業用水が汚染されると反対する地元の土地改良区から、大津市に対し土地区画整理事業の認可取り消しを求める訴訟が大津地方裁判所に起こされた[1]。
- 2017年4月：一級河川の真野川の、チャンピオンヒルズ建設地の4km下流の地点で、一時濁水となる事態が発生。これがチャンピオンヒルズ造成工事によるものとされ、真野北部土地改良区から滋賀県と大津市に改善要求が出された[5]。
- 2020年10月19日：開場。

## 施設
2020年時点での仕様は下記の通りである。
- 厩舎12棟（360馬房）
- 坂路直線1000mウッドチップコース
- 坂路直線1000mフェルトダートコース
- トラック1100mダートコース
- トラック1000mフェルトダートコース
- 角馬場80m×60m
- トレッドミル6～12基
- ウォーキングマシーン12基
- 洗い場6棟
- 診療所
- 管理事務所（トラック調教監視室併設）
- 坂路調教監視室
- 従業員宿舎(78戸)

この他に、乗馬クラブが併設される。